# Sydney Sports Ground
 (avril 2025).
Si vous disposez d'ouvrages ou d'articles de référence ou si vous connaissez des sites web de qualité traitant du thème abordé ici, merci de compléter l'article en donnant les références utiles à sa vérifiabilité et en les liant à la section « Notes et références ».
Le Sydney Sports Ground était un stade multi-fonction situé à Sydney dans l'État du Nouvelle-Galles du Sud en Australie.
Sa capacité était de 35 000 places. Il a été démoli en 1986 pour autoriser la construction du Sydney Football Stadium qui fut ouvert en 1988.

## Histoire
Le stade a accueilli des rencontres de cricket, était le stade résident du club de rugby à XIII des Eastern Suburbs (créé en 1908), des matchs de football et de rugby à XV s'y sont également déroulés, ainsi que des combats de boxe anglaise et des courses de speedway. il a été utilisé lors des Jeux de l'Empire britannique de 1938 et de la Coupe du monde de football des moins de 20 ans 1981.